# Tórsvøllur
Tórsvøllur – stadion piłkarski w Thorshavn (Wyspy Owcze) wchodzący w skład kompleksu sportowego Gundadalur. Obiekt otwarto 9 lipca 1999, a pierwszy oficjalny mecz na nim odbył się 18 sierpnia 1999 (Wyspy Owcze – Islandia 0:1). W latach 2009–2021 gruntownie przebudowany, a po zakończeniu inwestycji łączna pojemność jego trzech trybun wynosi 5063 miejsc siedzących. Na stadionie domowe mecze rozgrywa reprezentacja Wysp Owczych w piłce nożnej. Stadion zastąpił stary obiekt reprezentacyjny Svangaskarð, zlokalizowany w Toftir.

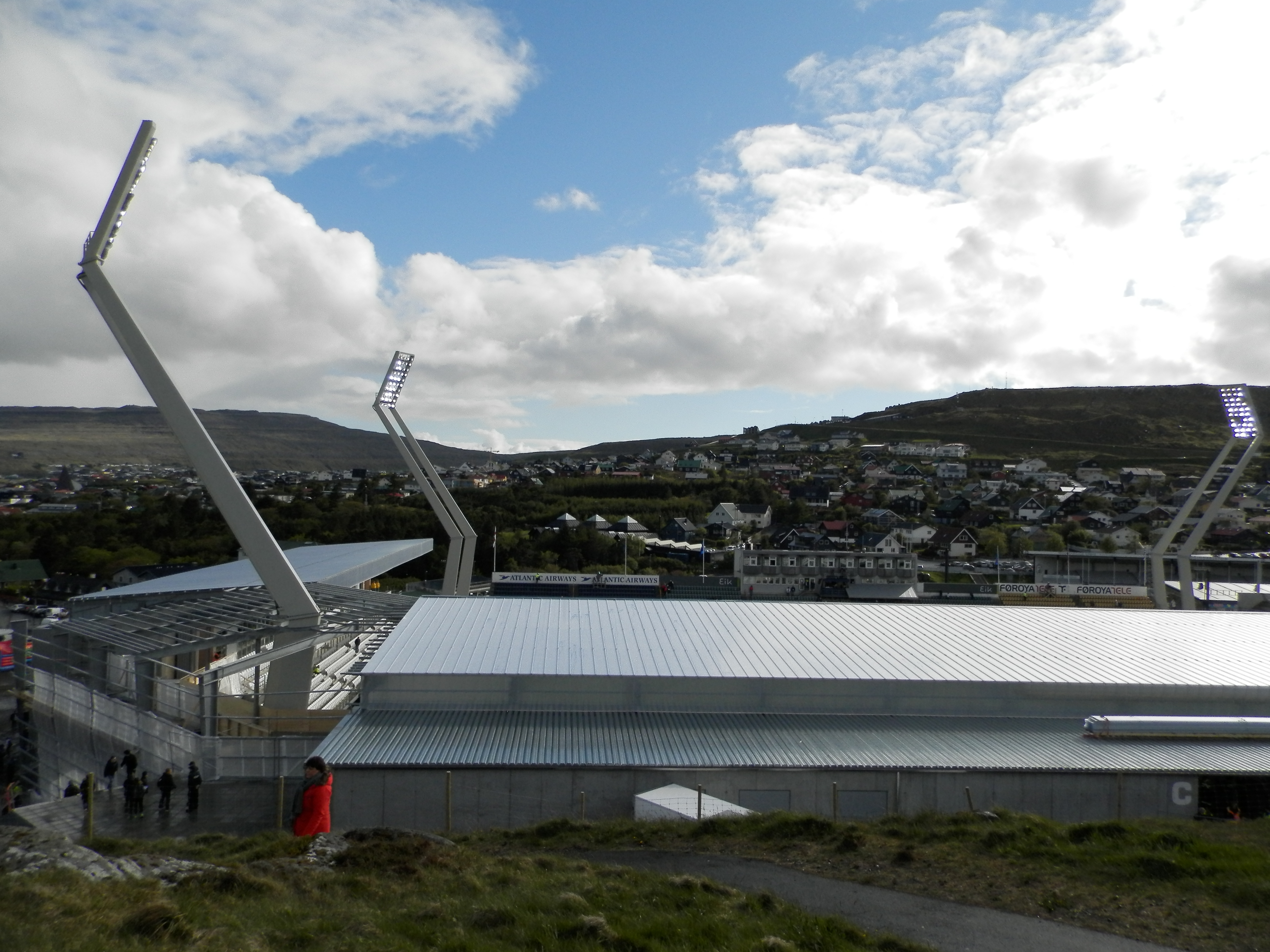
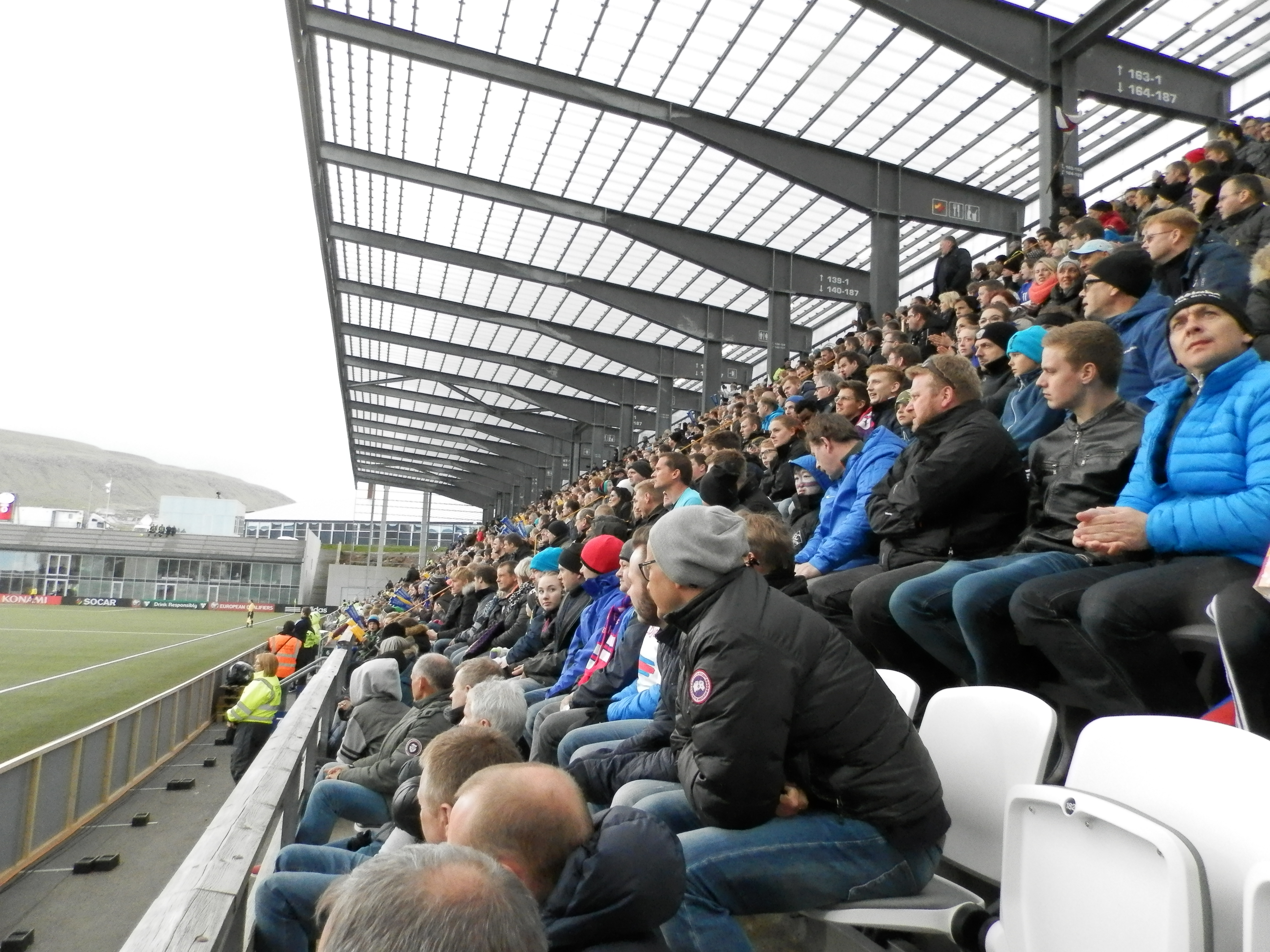
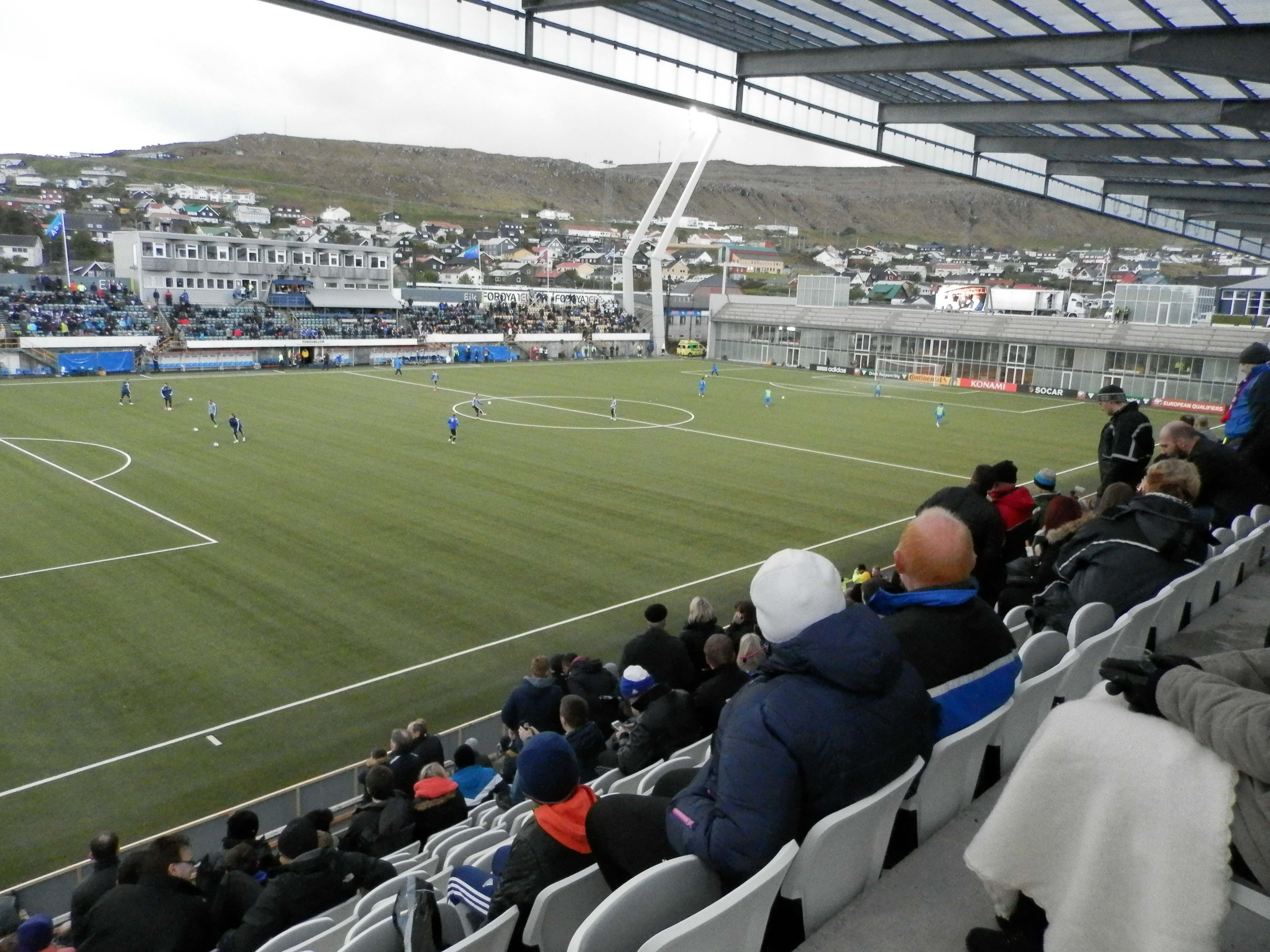
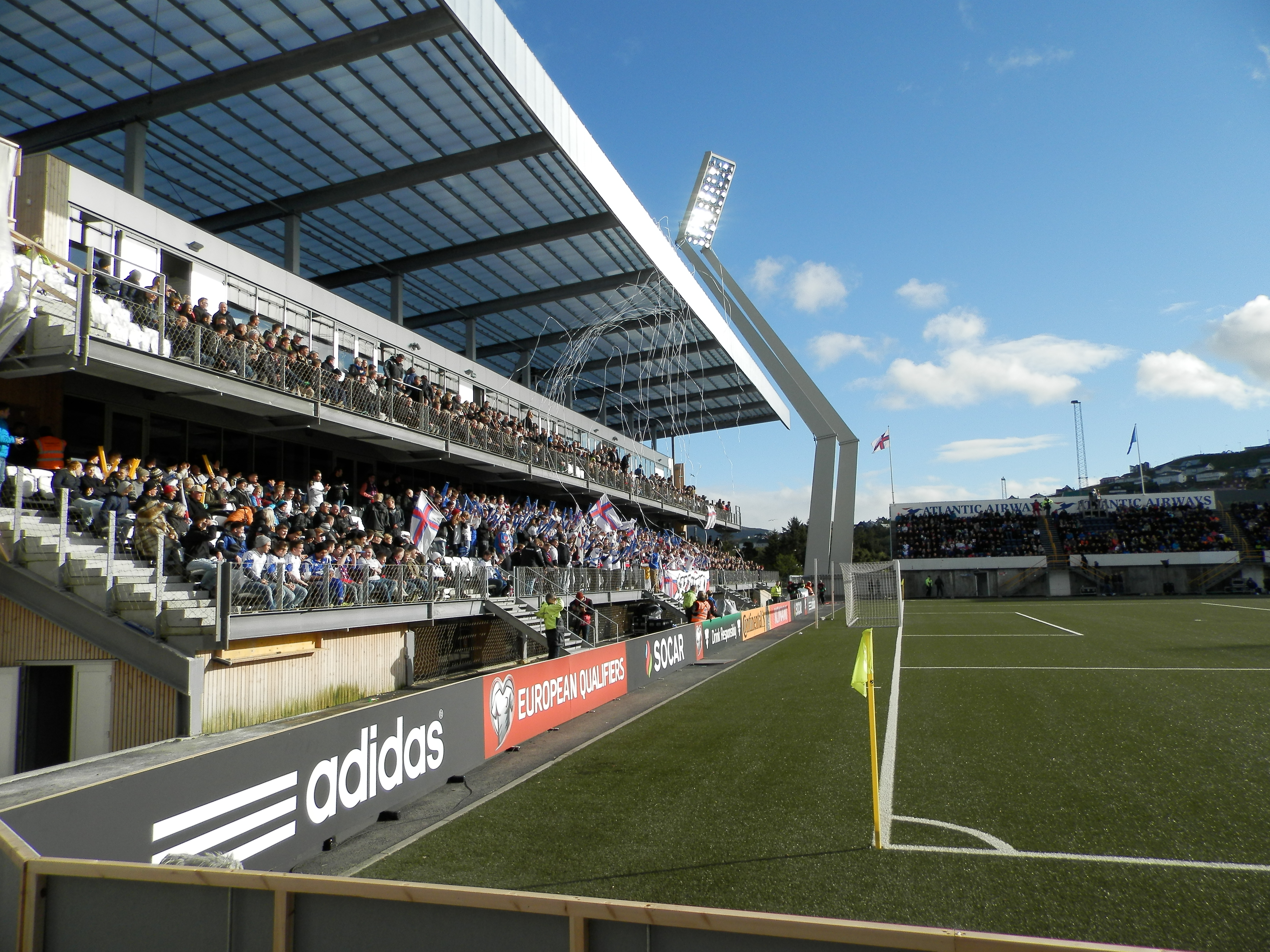